# James Altucher
James Altucher, né le 23 janvier 1968 à New York, est un entrepreneur, gestionnaire de portefeuille, investisseur, écrivain et créateur de podcasts américain. Il est l'auteur de dix sept livres dont plusieurs à fort tirage et a fondé ou co-fondé une vingtaine d'entreprises. 
Il participe fréquemment à la rédaction des médias The Financial Times, TheStreet.com, TechCrunch, Seeking Alpha, Thought Catalog et The Huffington Post,.